# Canton de Lunéville-1
Le canton de Lunéville-1 est une circonscription électorale française du département de  Meurthe-et-Moselle.

## Histoire
Un nouveau découpage territorial de Meurthe-et-Moselle entre en vigueur à l'occasion des élections départementales de 2015. Il est défini par le décret du 26 février 2014, en application des lois du 17 mai 2013 (loi organique 2013-402 et loi 2013-403). Les conseillers départementaux sont, à compter de ces élections, élus au scrutin majoritaire binominal mixte. Les électeurs de chaque canton élisent au Conseil départemental, nouvelle appellation du Conseil général, deux membres de sexe différent, qui se présentent en binôme de candidats. Les conseillers départementaux sont élus pour 6 ans au scrutin binominal majoritaire à deux tours, l'accès au second tour nécessitant 12,5 % des inscrits au 1er tour. En outre la totalité des conseillers départementaux est renouvelée. Ce nouveau mode de scrutin nécessite un redécoupage des cantons dont le nombre est divisé par deux avec arrondi à l'unité impaire supérieure si ce nombre n'est pas entier impair, assorti de conditions de seuils minimaux. En Meurthe-et-Moselle, le nombre de cantons passe ainsi de 44 à 23.
Le canton de Lunéville-1 est formé de communes des anciens cantons de Lunéville-Nord (18 communes), de Lunéville-Sud (5 communes), de Saint-Nicolas-de-Port (1 commune) et de Tomblaine (1 commune). Avec ce redécoupage administratif, le territoire du canton s'affranchit des limites d'arrondissements, avec 23 communes incluses dans l'arrondissement de Lunéville et 2 dans l'arrondissement de Nancy. Le bureau centralisateur est situé à Lunéville.

## Représentation
| Période élective | Période élective | Mandat | Mandat   | Identité              | Nuance | Nuance | Qualité                                                    |
| ---------------- | ---------------- | ------ | -------- | --------------------- | ------ | ------ | ---------------------------------------------------------- |
| 2015             | 2021             | 2015   | 2021     | Catherine Paillard    |        | LR     | Gérante de société Première adjointe au maire de Lunéville |
| 2015             | 2021             | 2015   | 2021     | Christopher Varin     |        | LR     | Conseiller municipal de Varangéville                       |
| 2021             | 2028             | 2021   | en cours | Alexandra Hugo-Cambou |        | DVC    | Conseillère municipale de Lunéville                        |
| 2021             | 2028             | 2021   | en cours | Christopher Varin     |        | LR     | Maire de Varangéville                                      |

### Résultats détaillés

#### Élections de mars 2015
À l'issue du 1er tour des élections départementales de 2015, trois binômes sont en ballottage : Michel Jacquot et Lucile Perrette (FN, 35,09 %), Catherine Paillard et Christopher Varin (UMP, 32,9 %) et Grégory Grandjean et Marie-Neige Houchard (Union de la Gauche, 32,02 %). Le taux de participation est de 50,62 % (12 236 votants sur 24 171 inscrits) contre 48,16 % au niveau départemental et 50,17 % au niveau national.
Au second tour, Catherine Paillard et Christopher Varin (UMP) sont élus avec 59,61 % des suffrages exprimés et un taux de participation de 49,23 % (6 276 voix pour 11 896 votants et 24 164 inscrits).

#### Élections de juin 2021
Le premier tour des élections départementales de 2021 est marqué par un très faible taux de participation (33,26 % au niveau national). Dans le canton de Lunéville-1, ce taux de participation est de 29,15 % (6 896 votants sur 23 653 inscrits) contre 29,74 % au niveau départemental. À l'issue de ce premier tour, deux binômes sont en ballottage : Alexandra Hugo-Cambou et Christopher Varin (Union au centre et à droite, 38,95 %) et Marie-Neige Houchard et Thibault Valois (Union à gauche avec des écologistes, 29,94 %).
Le second tour des élections est marqué une nouvelle fois par une abstention massive équivalente au premier tour. Les taux de participation sont de 34,36 % au niveau national, 30,76 % dans le département et 29,51 % dans le canton de Lunéville-1. Alexandra Hugo-Cambou et Christopher Varin (Union au centre et à droite) sont élus avec 60,07 % des suffrages exprimés (3 863 voix pour 6 981 votants et 23 659 inscrits),,.

## Composition
| Nom                               | Code Insee | Intercommunalité                         | Superficie (km2) | Population (dernière pop. légale)                | Densité (hab./km2) | Modifier                                    |
| --------------------------------- | ---------- | ---------------------------------------- | ---------------- | ------------------------------------------------ | ------------------ | ------------------------------------------- |
| Lunéville (bureau centralisateur) | 54329      | CC du Territoire de Lunéville à Baccarat | 16,34            | Fraction : 11 151 (2022) Commune : 17 920 (2022) | 1 097              | modifier les données · modifier les données |
| Anthelupt                         | 54020      | CC du Pays du Sânon                      | 7,82             | 442 (2022)                                       | 57                 | modifier les données · modifier les données |
| Bauzemont                         | 54053      | CC du Pays du Sânon                      | 6,32             | 155 (2022)                                       | 25                 | modifier les données · modifier les données |
| Bienville-la-Petite               | 54074      | CC du Pays du Sânon                      | 1,83             | 37 (2022)                                        | 20                 | modifier les données · modifier les données |
| Bonviller                         | 54083      | CC du Pays du Sânon                      | 5,04             | 180 (2022)                                       | 36                 | modifier les données · modifier les données |
| Courbesseaux                      | 54139      | CC du Pays du Sânon                      | 6,32             | 388 (2022)                                       | 61                 | modifier les données · modifier les données |
| Crévic                            | 54145      | CC des Pays du Sel et du Vermois         | 10,69            | 944 (2022)                                       | 88                 | modifier les données · modifier les données |
| Crion                             | 54147      | CC du Pays du Sânon                      | 8,08             | 111 (2022)                                       | 14                 | modifier les données · modifier les données |
| Croismare                         | 54148      | CC du Territoire de Lunéville à Baccarat | 15,70            | 632 (2022)                                       | 40                 | modifier les données · modifier les données |
| Deuxville                         | 54155      | CC du Pays du Sânon                      | 7,23             | 388 (2022)                                       | 54                 | modifier les données · modifier les données |
| Dombasle-sur-Meurthe              | 54159      | CC des Pays du Sel et du Vermois         | 11,21            | 9 528 (2022)                                     | 850                | modifier les données · modifier les données |
| Drouville                         | 54173      | CC du Pays du Sânon                      | 7,12             | 207 (2022)                                       | 29                 | modifier les données · modifier les données |
| Einville-au-Jard                  | 54176      | CC du Pays du Sânon                      | 16,98            | 1 062 (2022)                                     | 63                 | modifier les données · modifier les données |
| Flainval                          | 54195      | CC du Pays du Sânon                      | 3,61             | 161 (2022)                                       | 45                 | modifier les données · modifier les données |
| Hénaménil                         | 54258      | CC du Pays du Sânon                      | 14,21            | 149 (2022)                                       | 10                 | modifier les données · modifier les données |
| Hoéville                          | 54262      | CC du Pays du Sânon                      | 8,54             | 206 (2022)                                       | 24                 | modifier les données · modifier les données |
| Hudiviller                        | 54269      | CC des Pays du Sel et du Vermois         | 2,99             | 316 (2022)                                       | 106                | modifier les données · modifier les données |
| Jolivet                           | 54281      | CC du Territoire de Lunéville à Baccarat | 7,20             | 889 (2022)                                       | 123                | modifier les données · modifier les données |
| Maixe                             | 54335      | CC du Pays du Sânon                      | 9,33             | 405 (2022)                                       | 43                 | modifier les données · modifier les données |
| Raville-sur-Sânon                 | 54445      | CC du Pays du Sânon                      | 3,35             | 104 (2022)                                       | 31                 | modifier les données · modifier les données |
| Serres                            | 54502      | CC du Pays du Sânon                      | 15,55            | 250 (2022)                                       | 16                 | modifier les données · modifier les données |
| Sionviller                        | 54507      | CC du Pays du Sânon                      | 6,74             | 99 (2022)                                        | 15                 | modifier les données · modifier les données |
| Sommerviller                      | 54509      | CC des Pays du Sel et du Vermois         | 3,81             | 1 002 (2022)                                     | 263                | modifier les données · modifier les données |
| Valhey                            | 54541      | CC du Pays du Sânon                      | 6,23             | 160 (2022)                                       | 26                 | modifier les données · modifier les données |
| Varangéville                      | 54549      | CC des Pays du Sel et du Vermois         | 12,04            | 3 555 (2022)                                     | 295                | modifier les données · modifier les données |
| Vitrimont                         | 54588      | CC du Territoire de Lunéville à Baccarat | 11,85            | 387 (2022)                                       | 33                 | modifier les données · modifier les données |
| Canton de Lunéville-1             | 5408       |                                          |                  | 32 908 (2022)                                    |                    | modifier les données                        |

Le canton de Lunéville-1 comprend :
1. vingt-cinq communes entières,
2. la partie de la commune de Lunéville située au nord d'une ligne définie par l'axe des voies et limites suivantes : depuis la limite territoriale de la commune de Vitrimont, cours de la Vézouze, ligne droite dans le prolongement de la rue Yves-des-Hours, rue Yves-des-Hours, rue Sainte-Anne, rue Maurice-Cosson, rue Jacques-Chambrette, rue de l'Abbé-Renard, rue de la Marquise-Émilie-du-Châtelet, rue François-Girardet, rue Charles-Claude-Rivolet, rue du Chauffour, quai de Strasbourg, avenue du 2e-Bataillon-de-Chasseurs-à-Pied, ligne de chemin de fer, rue des Cités-Cécile, quai de Reichshoffen, chemin des Mossus, ligne de chemin de fer, jusqu'à la limite territoriale de la commune de Chanteheux.

## Démographie
En 2022, le canton comptait 32 908 habitants, en évolution de −3,29 % par rapport à 2016 (Meurthe-et-Moselle : −0,13 %, France hors Mayotte : +2,11 %).
| 2013   | 2018   | 2022   |
| ------ | ------ | ------ |
| 34 645 | 33 481 | 32 908 |